# Chaîne Annamitique
La chaîne Annamitique ou cordillère Annamitique est une chaîne de montagnes située en Asie du Sud-Est, au Laos, au Viêt Nam et dans une petite zone du Nord du Cambodge. Elle sert de frontière entre le Laos et le Viêt Nam. Elle est connue en vietnamien sous le nom de Dãy Trường Sơn, en lao en tant que Xai Phou Luang, ພູ ຫລວງ.

## Géographie

### Topographie

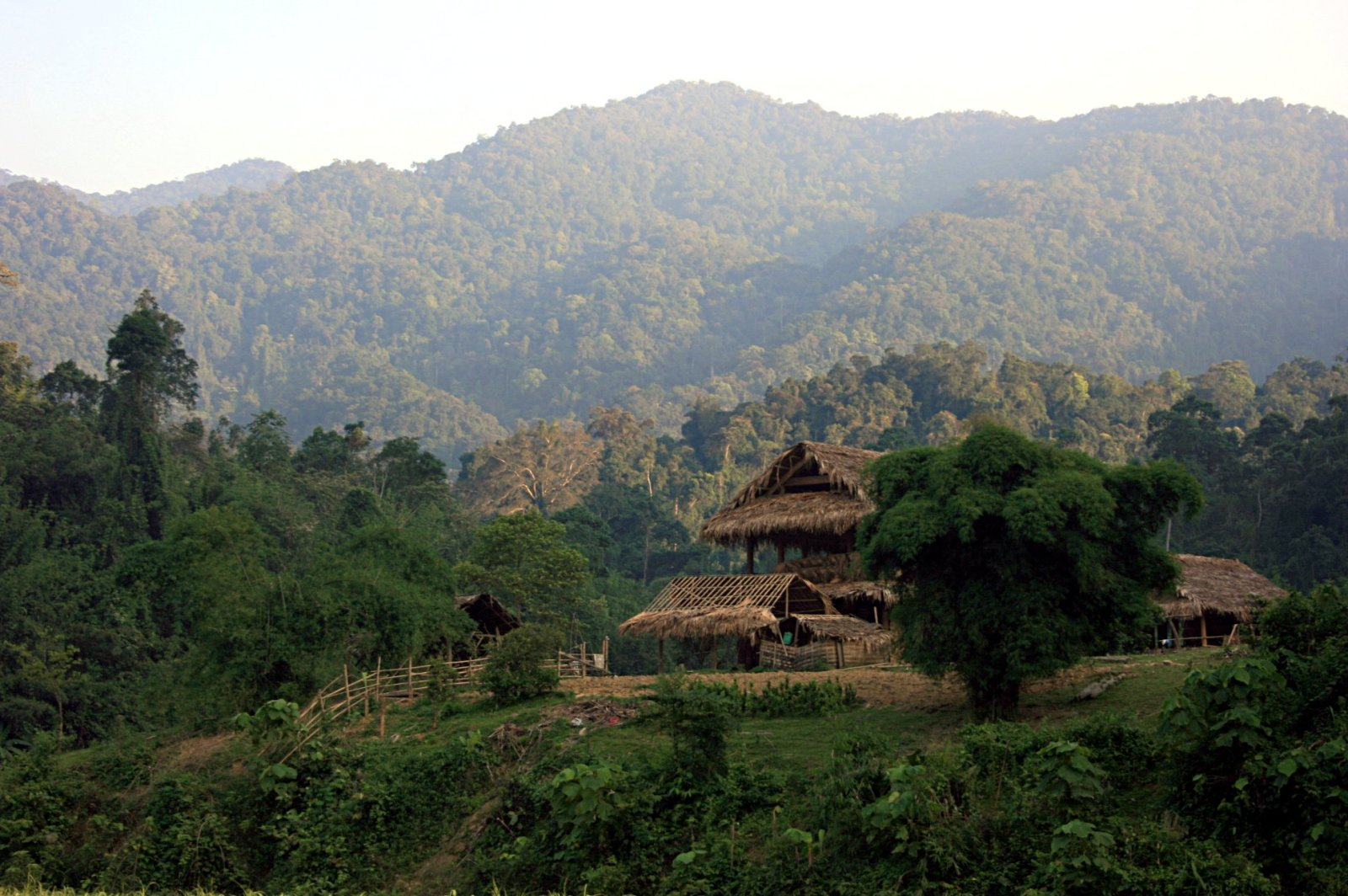
Vue de la cordillère Annamitique depuis le Viêt Nam.

Les points culminants de la chaîne sont le Phou Bia à 2 819 mètres d'altitude, le Phu Xai Lai Leng (en) à 2 720 mètres et le Ngọc Linh (en) à 2 598 mètres. Les cols importants sont le col de Nape, le col de Mu Gia et le col d'Aïlao.
La chaîne Annamitique s'étend parallèlement à la côte vietnamienne dans une courbe douce qui sépare le bassin du Mékong de l'étroite plaine côtière du Viêt Nam le long de la mer de Chine méridionale. La plupart des crêtes se situent côté laotien. Drainé par de nombreuses rivières, le versant oriental de la chaîne décline en pente abrupte jusqu'à la plaine. Le versant ouest est plus progressif, formant des plateaux avant de descendre vers les rives du Mékong. La chaîne elle-même compte plusieurs plateaux principaux, du nord au sud : la plaine des Jarres, le plateau de Phouane, le plateau de Nakai, le plateau des Bolovens, le plateau du Darlac et le plateau de Lang Bian.
Le Laos se situe principalement dans le bassin du Mékong, à l'ouest de la ligne de partage des eaux, bien que la majeure partie de la province de Houaphan et une partie de la province de Xieng Khouang (où se trouve la plaine des Jarres) se trouvent à l'est. La majeure partie du Viêt Nam se trouve à l'est de la ligne de partage des eaux, à l'exception de la région de Tây Nguyên située dans l'Ouest du bassin du Mékong. Son extrémité méridionale est représentée par l'inselberg du cap Saint-Jacques, face au delta du Mékong.

### Faune
Cette zone est le lieu de vie de Nesolagus timminsi, du tigre d'Indochine, du gaur et du saola.